# Пуебло-Іст (Техас)
Пуебло-Іст (англ. Pueblo East) — переписна місцевість (CDP) в США, в окрузі Вебб штату Техас. Населення — 1 особа (2020).

## Географія
Пуебло-Іст розташоване за координатами 27°40′29″ пн. ш. 99°11′23″ зх. д. / 27.67472° пн. ш. 99.18972° зх. д. (27.674831, -99.189683).  За даними Бюро перепису населення США в 2010 році переписна місцевість мала площу 0,31 км², уся площа — суходіл.